# Secco da Montagnana
Secco da Montagnana (Montagnana, ... – 1428) è stato un condottiero italiano, signore di Galliate Lombardo..

## Biografia
Noto come Sicco da Montagnana o Cecco da Montagnana, iniziò la sua carriera di condottiero militando nelle file di Facino Cane.
Nell'agosto del 1420 partecipò all'assedio di Parma e nell'ottobre fu al fianco di Francesco Bussone nella battaglia di Montichiari contro i Malatesta. 
Nel 1423 fu chiamato in Romagna per recuperare allo Stato della Chiesa Castel Bolognese e Lugo. 
Nel 1424 partecipò col mercenario Angelo della Pergola alla conquista di Imola e di Forlì, combattendo contro l'esercito della Repubblica di Firenze nella battaglia di Zagonara. Nel 1426 lasciò definitivamente la Romagna per combattere in Lombardia a fianco dei viscontei. Le ultime imprese militari furono nella battaglia di Maclodio del 1427.
Morì nel 1428.